# Список руководителей Киево-Могилянской академии

В список включены руководители Киево-Могилянской академии, основанной в XVII веке как Киевская братская школа и существовавшей под различными наименованиями до 1919 года.

## Киевская братская школа
- Иов Борецкий (1615—1619)
- Мелетий Смотрицкий (1619—1620)
- Кассиан Сакович (1620—1624)
- Спиридон Соболь (1626—1628)
- Фома Иевлевич (1628—1632)
- Тарасий Земка (1632)

## Киевский коллегиум
- Исаия Трофимович-Козловский (1632—1638)
- Софроний Почаский (1638—1640)
- Леонтий Бронкевич (1640)
- Игнатий Оксенович-Старушич (1640—1642)
- Иосиф Кононович-Горбацкий (1642—1645)
- Иннокентий Гизель (1645—1650)

## Киево-Могилянская академия
- Лазарь Баранович (1650—1657)
- Иосиф Мещерин (1657)
- Иоаникий Галятовский (1660—1662)
- Мелетий Дзик (до 1665)
- Варлаам Ясинский (1665—1673)
- Сильветр Головчич (1672—1684)
- Иезекииль Филипович (1684—1685)
- Феодосий Гугуревич (1685—1688)
- Иоасаф Кроковский (1689—1690)
- Пахомий Подлузский (1690—1691)
- Кирилл Филимонович (1691—1692)
- Иоасаф Кроковский (1693—1697)
- Прокопий Калачинский (1697—1701)
- Гедеон Одорский (1701—1704)
- Иннокентий Поповский (1704—1707)
- Христофор Чарнуцкий (1707—1710[1])
- Феофан Прокопович (1711—1716)
- Сильвестр Пиновский (1717—1722)
- Иосиф Волчанский (1722—1727)
- Иларион Левицкий (1727—1731)
- Амвросий Дубневич (1731—1735)
- Сильвестр Думницкий (1737—1740)
- Сильвестр Кулябка (1740—1745)
- Сильвестр Ляскоронский (1746—1751)
- Георгий Конисский (1751—1755)
- Манассия Максимович (1755—1758)
- Давид Нащинский (1758—1761)
- Самуил Миславский (1761—1768)
- Тарасий Вербицкий (1768—1774)
- Никодим Панкратьев (1774)
- Кассиан Лехницкий (1775—1784)
- Варлаам Миславский (1784—1791)
- Иероним Блонский (1791—1795)
- Феофилакт Слонецкий (1795—1803)
- Ириней Фальковский (1803—1804)
- Иакинф Лагановский (1804—1813)
- Иоасаф Мохов (1814—1817)

## Киевская духовная академия
- Моисей (Антипов-Богданов) (1819—1823)
- Мелетий (Леонтович) (1824—1826)
- Кирилл (Куницкий) (1827—1828)
- Платон (Березин) (1828)
- Смарагд (Крыжановский) (1828—1830)
- Иннокентий (Борисов) (1830—1839)
- Иеремия (Соловьёв) (1839—1841)
- Димитрий (Муратов) (1841—1850)
- Антоний (Амфитеатров) (1851—1858)
- Израиль (Лукин) (1858—1859)
- Иоанникий (Руднев) (1859—1860)
- Филарет (Филаретов) (1860—1877)
- Михаил (Лузин) (1877—1883)
- Сильвестр (Малеванский) (1883—1898)
- Димитрий (Ковальницкий) (1898—1902)
- Платон (Рождественский) (1902—1907)
- Феодосий (Олтаржевский) (1907—1910)
- Иннокентий (Ястребов) (1910—1914)
- Василий (Богдашевский) (1914—1919)